# Costa Ionica Foce Agri
Costa Ionica Foce Agri este o arie protejată (arie specială de conservare — SAC, sit de importanță comunitară — SCI) din Italia întinsă pe o suprafață de 2.415 ha, din care 50 % marine.

## Localizare
Centrul sitului Costa Ionica Foce Agri este situat la coordonatele 40°12′40″N 16°44′31″E / 40.211049°N 16.742049°E.

## Înființare
Situl Costa Ionica Foce Agri a fost declarat sit de importanță comunitară în septembrie 1995 pentru a proteja 78 de specii de animale. Situl a fost protejat și ca arie specială de conservare în ianuarie 2017.

## Biodiversitate
Situată în ecoregiunea mediteraneană, aria protejată conține 15 habitate naturale: Vegetație anuală la limita mareei, Râuri mediteraneene cu debit permanent cu specii de Paspalo-Agrostidion și galerii riverane de Salix și de Populus alba, Galerii și tufărișuri riverane sudice (Nerio-Tamaricetea și Securinegion tinctoriae), Pășuni mediteraneene udate de apa mării (Juncetalia maritimi), Dune cu vegetație ierboasă Malcolmietalia, Lagune de coastă, Dune cu tufărișuri sclerofile Cisto-Lavenduletalia, Tufărișuri halofile mediteraneene și termo-atlantice (Sarcocornetea fruticosi), Salicornia și alte specii anuale care populează regiunile mlăștinoase și nisipoase, Bancuri de nisip acoperite în permanență slab de apă marină, Dune de coastă cu Juniperus spp., Dune mobile cu vegetație embrionară, Iazuri temporare mediteraneene, Estuare, Dune mobile de-a lungul țărmului cu Ammophila arenaria („dune albe”).
La baza desemnării sitului se află mai multe specii protejate:
- păsări (73): privighetoare-de-baltă (Acrocephalus melanopogon), fluierar de munte (Actitis hypoleucos), pescăruș albastru (Alcedo atthis), rață sulițar (Anas acuta), rață pitică (Anas crecca), rață mare (Anas platyrhynchos), fâsă de luncă (Anthus pratensis), fâsă de pădure (Anthus trivialis), lăstunul mare (Apus apus), egretă mare (Ardea alba), stârc cenușiu (Ardea cinerea), stârc galben (Ardeola ralloides), rață-cu-cap-castaniu (Aythya ferina), rață roșie (Aythya nyroca), șorecarul comun (Buteo buteo), fugaci de țărm (Calidris alpina), bătăuș (Calidris pugnax), sticlete (Carduelis carduelis), Cettia cetti, prundăraș de sărătură (Charadrius alexandrinus),  prundaș gulerat mic (Charadrius dubius), prundaș gulerat mare (Charadrius hiaticula), erete de stuf (Circus aeruginosus), erete vânăt (Circus cyaneus), Cisticola juncidis, porumbel gulerat (Columba palumbus), cioară neagră (Corvus corone), pițigoi albastru (Cyanistes caeruleus), lăstun de casă (Delichon urbicum), egretă mică (Egretta garzetta), presură sură (Emberiza calandra), presură bărboasă (Emberiza cirlus), șoimul rândunelelor (Falco subbuteo), lișiță (Fulica atra), ciocârlan (Galerida cristata), găinușă de baltă (Gallinula chloropus), gaiță (Garrulus glandarius), piciorong (Himantopus himantopus), rândunică (Hirundo rustica), pescăriță mare (Hydroprogne caspia), Larus argentatus, Larus genei, pescăruș-cu-cap-negru (Larus melanocephalus), pescăruș râzător (Larus ridibundus), câneparul (Linaria cannabina), rață fluierătoare (Mareca penelope), rață pestriță (Mareca strepera), prigoare (Merops apiaster), cormoran mic (Microcarbo pygmaeus), Numenius arquata arquata, grangur (Oriolus oriolus), vultur pescar (Pandion haliaetus), pițigoi mare (Parus major), cormoran mare (Phalacrocorax carbo), coțofană (Pica pica), lopătar (Platalea leucorodia), ploier auriu (Pluvialis apricaria), corcodel mare (Podiceps cristatus), corcodel-cu-gât-negru (Podiceps nigricollis), ciocântors (Recurvirostra avosetta), pițigoi-pungar (Remiz pendulinus), mărăcinar negru (Saxicola torquatus), cănăraș (Serinus serinus), Spatula clypeata, chiră mică (Sternula albifrons), guguștiuc (Streptopelia decaocto), silvie mediteraneană (Sylvia melanocephala), corcodel mic (Tachybaptus ruficollis), călifar alb (Tadorna tadorna), chiră de mare (Thalasseus sandvicensis), fluierar negru (Tringa erythropus), fluierarul cu picioare roșii (Tringa totanus), nagâț (Vanellus vanellus)
- mamifere (1): vidră de râu (Lutra lutra)
- pești (1): Alosa fallax
- reptile (3): Caretta caretta, țestoasa de baltă (Emys orbicularis), țestoasă bănățeană (Testudo hermanni)

Pe lângă speciile protejate, pe teritoriul sitului au mai fost identificate 13 specii de plante, 3 specii de amfibieni, 2 specii de mamifere, 5 specii de nevertebrate, 2 specii de pești, 3 specii de reptile.